# Dealul Cetății Deva
Dealul Cetății Deva este o arie protejată de interes național ce corespunde categoriei a IV-a IUCN (rezervație naturală de tip mixt), situată în Județul Hunedoara, pe teritoriul administrativ al  municipiului Deva.
Rezervația naturală are o suprafață de 30 ha și pe lângă importanța istorică (prezența cetății medievale), conul vulcanic format din andezite, rezervația naturală adăpostește o vegetație de interes fitogeografic. Conul vulcanic are altitudinea de 378 m. Aici trăiesc multe specii de plante și animale, printre care și vipera cu corn.